# El agente topo
El agente topo is een Chileense film uit 2020, geregisseerd door Maite Alberdi.

## Verhaal
Een privédetective huurt een 83-jarige man in om zich voor te doen als bewoner van een Chileens verpleeghuis. Als mol gaat hij undercover om te onderzoeken of de verzorgers de ouderen mishandelen.

## Rolverdeling
- Petronila Abarca
- Romulo Aitken
- Sergio Chamy
- Zoila Gonzalez
- Marta Olivares
- Rubira Olivares
- Berta Ureta

## Ontvangst

### Recensies
Op Rotten Tomatoes geeft 94% van de 52 recensenten de film een positieve recensie, met een gemiddelde score van 7,50/10. De film heeft het label "Certified fresh" (gegarandeerd vers). Website Metacritic komt tot een score van 69/100, gebaseerd op 13 recensies, wat staat voor "generally favorable reviews" (over het algemeen gunstige recensies)

### Prijzen en nominaties
De film won 3 prijzen en werd voor 19 andere genomineerd. Een selectie:
| Jaar | Evenement                    | Categorie                         | Genomineerde   | Resultaat   |
| ---- | ---------------------------- | --------------------------------- | -------------- | ----------- |
| 2020 | Sundance Film Festival       | World Cinema - Documentaire       | El agente topo | Genomineerd |
| 2020 | San Sebastián (68ste editie) | Publieksprijs Beste Europese film | El agente topo | Gewonnen    |
| 2021 | Premios Goya (35ste editie)  | Beste Ibero-Amerikaanse film      | El agente topo | Genomineerd |